# ワコール
ワコール (英: Wacoal) は、京都市に本社を置く、日本の衣料品メーカーである。インナーウェア、アウターウェア、スポーツウェアを扱う。

## 概説
本社は京都府京都市南区吉祥院中島町29番地（西大路駅付近に位置）。主軸のメインブランド「ワコール」と、低価格のサブブランド「ウイング」の二つのブランドを中心に展開している。また、「ウンナナクール」など複数のブランドを使い、大型ショッピングセンター内を中心に直営販売店（SPA = 製造小売業）も展開する。ブラジャーに関しては大人向けだけでなく思春期向けにもフェアリーティアラ・ワコールジュニアビス・プチプリリ・プリリの各ブランドで展開しており、1/2成人式（10歳）を迎えたら母娘で話をしてファーストブラを買うよう勧めている。
これ以外に、ハウスデザイン事業部（「女性の視点による」インテリアコーディネイト）や女子陸上部にも力を入れている。
ワコールと提携している縫製会社が作った製品は、新潟市西蒲区（旧西川町）にある新潟ワコール縫製株式会社で最終検針を行い、その後、東日本担当の東京流通センター（東京都板橋区）、西日本担当のワコール西日本流通センター（滋賀県守山市）から、各販売店へ配送することになっている。
シニアビジネス対応として、女性の世代ごとの体型変化をデータベース化し、シニア女性向けの下着開発につなげている。
2021年時点で、全従業員の9割が女性を占めるが管理職の女性の割合は課長級が約2割、役員は約6%である。
2024年8月、様々な客層に配慮する手引きを作成し、性的マイノリティーに対する接客方法で「性別にかかわらず、商品選びのご相談に対応することが基本方針です」を掲げた。

## 沿革

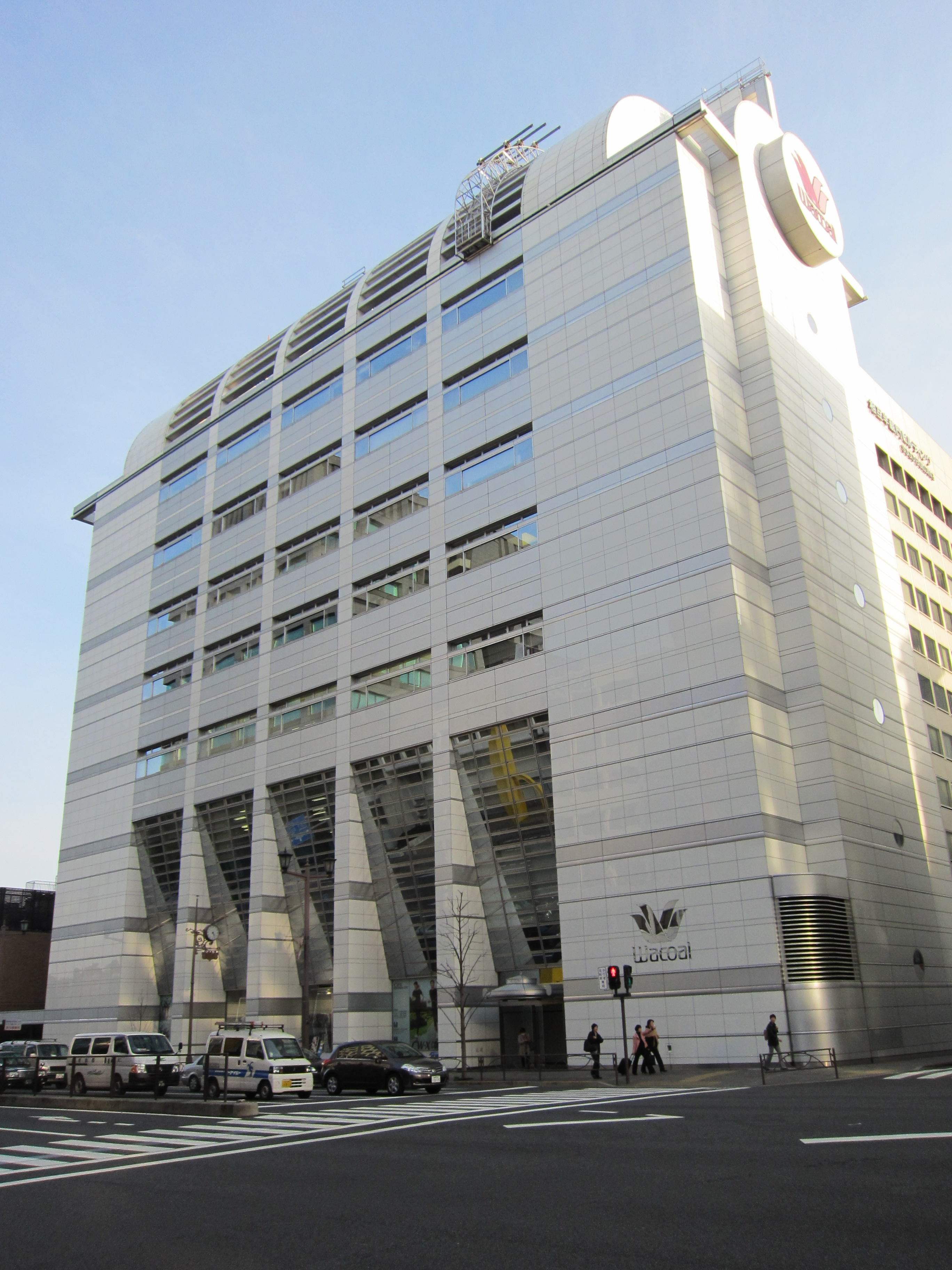
黒川紀章設計のワコール麹町ビル（東京都千代田区）

- 1946年 - 塚本幸一が個人事業、和江商事を創業。アクセサリー販売を行う。
商号は、塚本幸一の父が興そうとしていた際に名づけようと考えていた商号の「和江」（わこう）を受け継いだ。由来は「江州に和す」から。
- 1947年 - 滋賀県立八幡商業学校の同級生である三菱重工業社員だった川口郁夫、同校の臨時教員・中村伊一を招へい。
- 1948年 - アクセサリーの売上が伸び悩み始めたときに、取引先からブラジャーを紹介される。
- 1949年 - 京都百貨見本市でブラジャーを出品。和江商事株式会社設立。塚本幸一が代表取締役社長に就任。
- 1950年 - 世界一の下着メーカーを目指して10年一節の『50年計画』立てる。髙島屋との取引を開始。京都の縫製業者、木原工場と専属契約。
- 1951年 - 和江商事が木原工場を統合。木原光治郎が代表取締役、塚本幸一が専務に就任。製造部門開始。
- 1952年 - 東京へ進出。塚本幸一が再び社長に就任。
- 1957年 - ワコール株式会社へ商号変更。
他社と重複していた商標を変更する際、「和江の名を永遠に留める」（=和江留）との意味を込め、ワコールとした。
- 1958年 - 京都・四条河原町に「ワコールブラジャー」等のネオン設置が話題となる。
- 1964年 - 株式会社ワコールに改称。東京・大阪証券取引所第2部および京都証券取引所（現大証）に上場。
- 1970年 - 日本万国博覧会で「ワコール・リッカーミシン館」開館。
- 1971年 - 東京・大阪証券取引所市場第1部に昇格。
- 1975年 - プロ野球12球団のユニフォームをデザインとした子供用の野球パジャマを発売、ヒット商品となる。
- 1979年 - 創立30周年を機に従来使用されていたクローバーのマークにかわり、現在使用されているCIロゴ「ファッションフラワー」を制定。
- 1982年 - 新体操の日本・ブルガリア対抗競技大会に協賛して「新体操ワコールカップ」を開催（1994年まで）。
- 1984年 - 京都のレーシングカーコンストラクター・童夢のスポンサーを行う（1991年まで）。

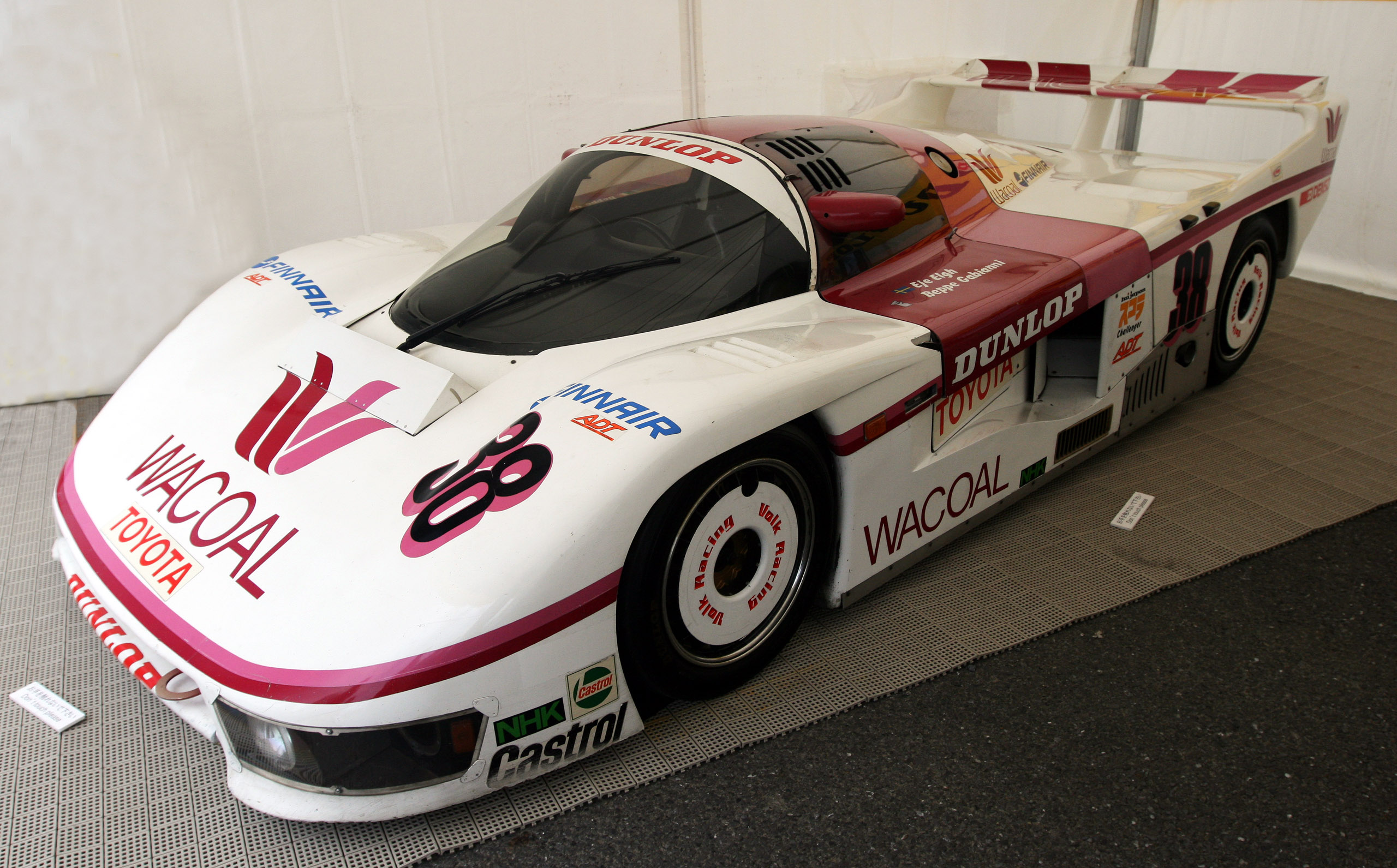
モータースポーツジャパン2008に展示されたワコール・トヨタ-童夢85C

- 1985年 - 文化事業の一環として、東京・南青山5丁目にスパイラルビルがオープンするとともに、ワコールアートセンターを設立する。
- 1986年 - 女子陸上競技部・女子テニス部創設。陸上部所属で活躍した選手では真木和・野口みずき・福士加代子など。
- 1987年 - 塚本幸一が代表取締役会長、塚本能交が代表取締役社長へ就任。
- 2001年 - 宝塚大劇場に緞帳を寄贈[注 1]。
- 2005年10月 - 持株会社制に移行。株式会社ワコールが「株式会社ワコールホールディングス」に商号変更し、傘下に中核事業会社（新）「株式会社ワコール」を新設会社分割により設立し、全事業を継承。
- 2008年1月 - 株式交換により、株式会社ピーチ・ジョンを完全子会社化[9][10]。
- 2009年8月 - 株式交換により、ルシアンを完全子会社化。
- 2015年1月22日 - 三愛グループから水着・下着事業を買収することを発表。2月6日付で株式会社Aiを設立し、4月1日付で同事業部門を継承[11]。
- 2017年12月1日 - ワコールスタディホール京都1周年特別番組「美のカタチ」をKBS京都にて放映。
- 2018年 - サプライチェーンに対し、外国人技能実習生に対する人権蹂躙がないか調査に乗り出した[12]。
- 2022年 - ワコールで、250人の早期退職を募集[13]。業績悪化に伴い、伊東知康社長が引責辞任する。

## ブランド

### レディース
- アツコマタノ（ATSUKO MATANO）
- アルラ（ALULA）
- アンドパジャマ（&pajamas）
- アンフィ（AMPHI）
- ウイング（Wing）
- ウンナナクール（une nana cool）
- エクスプレーム（EXPREME）
- キッズワコール
- グラッピー（Gra・P）
- サクセスウォーク（SUCCESS WALK）（フット・レッグ）
- サルート（Salute）
- シモーヌ ペレール（SIMONE PERELE）
- 睡眠科学
- スタディオファイブ（STUDIO FIVE）
- スハダ（SUHADA）
- セヴォ（CV）
- ツモリチサトスリープ（tsumori chisato SLEEP）
- ツヤカ（Tuyaka）
- デイト（Date.）
- デューブルベ（Dubleve）
- トレフル（Trefle）
- パルファージュ（PARFAGE）
- ハンロ（HANRO）
- フェアリーティアラ（FAIRY TIARA）
- フフ（fufu）
- プリリ（Pulili）
- らくラクパートナー
- ラゼ（LASEE）
- ラブボディ（LOVE BODY）
- リマンマ
- ルーチェスト（Lucest）
- ルジェ（Lge）
- レシアージュ（Lesiage）
- レスピレーション（respiration）
- レッグランジェリー（LEG LINGERIE）
- ワコールカルソン
- ワコールジュニアビス
- ワコール ディア（WACOAL DIA）
- ワコール（パジャマ＆ルームウェア）
- ワコールブライダル
- ワコールベビー
- ワコールマタニティ
- ワコールレッグウェア（WACOAL LEG WEAR）
- 和らんじゅ

### メンズ
- ブロス（BROS）[14]
- ハイ（HAI）
- らくラクパートナー
- ワコール メン（WACOAL MEN）[15]

### スポーツ
- シーダブリューエックス（CW-X）
- ワコールスイムウェア

## 不祥事
2014年（平成26年）、アメリカ合衆国で「やせる下着」に科学的な根拠がなく違法であると、連邦取引委員会から指摘され、130万米ドルの納付で和解した。

## イメージキャラクター
ワコール
- 藤原紀香 - 2000年秋から1年間
- みさきゆう - 2000年・2004年のCM出演者
- 菊川怜 - 2007年春から
- 紗椰 - 2008年・2009年のCM出演者
- 中村アン - 2014年春から
- 水原希子 - 2019年から

ウイング
- 一色紗英 - 1999年度
- つばさ（CGキャラクター） - 2000年・2001年度
- 角田ともみ - 2002年・2003年度
- 尾上綾 - 2004年・2005年度
- SHIHO - 2005年秋から2年間
- オードリー亜谷香 - 2009年度
- 松島エミ - 2010年度
- 阿南佳那 - 2011年度
- 竹下玲奈、滝沢カレン - 2012年度
- 橋本麗香 - 2013年度
- 五明祐子 - 2014年度
- 市川紗椰 - 2016年度
- Nina - 2019年度から
- ファーストサマーウイカ - 2020年8月から

ワコールジュニア（現・フェアリーティアラ）
- 榎本亜弥子 - 2002年度
- 虎南有香 - 2004年・年間
- 岡本玲 - 2005年・年間

その他
- イチロー - 「CW-X」2002年から
- 田中将大 - 「CW-X」2014年から
- 津江輝美 - 「プリリ」2005年
- 福士加代子 - 社員（女子長距離走・マラソン選手）
- 酒井ゆきえ - 「グラッピー」2015年春から
- 伽奈-「Date.」2017年から
- 小林サラ -「SUHADA」2017年から
- レナ - 「BRAGENIC」2017年
- 仲里依紗 - 「BRAGENIC」2018年
- 峰不二子 - 「AMPHI」2018年から
- 伊藤千晃 - 「AMPHI」2018年
- カズレーザー - 「BROS」2018年
- 平子理沙 - 「パルファージュ」2012年春夏
- RINA - 「パルファージュ」2012年秋冬
- 英里子 - 「パルファージュ」2014年から
- 鮎美 - 「ラゼ」2011年春夏から
- 松井由貴美 - 「ラゼ」2014年度
- 井上貴美 - 「ラゼ」2015年度
- 板谷由夏 - 「ラゼ」2016年から
- 吉田沙保里 - 「デイト（Date.）」2019年夏

## ユニフォームサプライヤー
- 京都サンガF.C.（Jリーグ） - 2007年から2018年まで[19]。（表記は、2007年 - 2012年は「CW-X」、2013年[20] - 2018年は「Wacoal」）[要出典]

## 主な国内グループ企業
※ 国内グループ企業（ワコールホールディングス）参照。
- 七彩
- ピーチ・ジョン
- ハウス オブ ローゼ
- Ai
- ワコールミネット
- ワコールキャリアサービス
- ルシアン
- ランジェノエル
- ワコールアートセンター
- ウンナナクール

## 女子陸上競技部
- 1987年創部。名称は、ワコール女子陸上競技部スパークエンジェルス。2024年9月現在のゼネラルマネージャーは芥川政士、アドバイザー（元所属選手）は福士加代子、現役選手は総勢7人が在籍中。詳細は公式HPを参照。
  - 過去に同陸上部の選手では真木和、野口みずき、一山麻緒（2022年4月に資生堂へ移籍）、安藤友香（2024年8月にしまむらへ移籍）などが所属していた（「Category:ワコール女子陸上競技部の人物」も参照）。

## テレビ番組
- 日経スペシャル ガイアの夜明け シニアビジネスに革命を!（2003年2月9日、テレビ東京）[4]。

## 提供番組
- ゴールデン洋画劇場 - （フジテレビ系）
- 木曜9時ドラマ (読売テレビ第1期) - （読売テレビ制作日本テレビ系）